# 久世広誉
久世 広誉（くぜ ひろやす）は、江戸時代中期から後期にかけての下総国関宿藩主。関宿藩久世家5代。

## 来歴
寛延4年（1751年）、先代藩主久世広明の長男として生まれる。明和2年（1765年）6月1日、10代将軍徳川家治に拝謁する。同年12月18日に従五位下隠岐守。明和6年10月1日、雁間詰めを命じられる。天明5年（1785年）3月10日、父広明の死去により遺領を継いだ。同年8月15日、初めてお国入りする許可を得る。天明7年（1787年）10月28日、相模国などの領地を常陸国内などに移される。
寛政7年（1795年）、諱を広敦から広誉に改め、3月13日に名乗りを大和守とする。文化7年（1810年）末に従四位下に陞叙。文化14年（1817年）11月7日、病気を理由に家督を嫡孫で養子の広運に譲って隠居する。文政4年（1821年）3月に死去した。享年71。

## 系譜
父母
- 久世広明（父）
- 岡部長著の娘（母）

正室
- 泰 ー 松平武元の七女

側室
- 道樹院

子女
- 久世綏之（長男）
- 土井利器[1]（十一男）生母は道樹院（側室）
- 秋田長季正室
- 安藤信馨正室
- 久世伊保子 ー 松平光庸正室

養子
- 久世広運 ー 久世綏之の子